# Separate Lives
Separate Lives is een duet uit 1985 tussen de Britse muzikant Phil Collins en de Amerikaanse zangeres Marilyn Martin. Het nummer is afkomstig van de soundtrack van de film White Nights.
Muzikant Stephen Bishop, die aan het nummer meeschreef, heeft zelf ook een versie van het nummer opgenomen op zijn album Sleeping With Girls. "Separate Lives" is een ballad die gaat over een verloren liefde. Het werd vooral in Europa en Noord-Amerika een hit. Het haalde bijvoorbeeld de 4e positie in het Verenigd Koninkrijk, en de nummer 1-positie in de Amerikaanse Billboard Hot 100. In Nederland haalde het nummer echter de 4e positie in de Tipparade, terwijl het in de Vlaamse Radio 2 Top 30 een bescheiden 25e positie behaalde.